# Stephen Turnbull (historiador)
Stephen Richard Turnbull (nascut el 6 de febrer del 1948) és un historiador britànic especialitzat en la història militar del Japó, especialment el període samurai. Ha escrit molts llibres. Assessora els mitjans en temes relacionats amb el Japó.

## Biografia
Turnbull estudià a la Universitat de Cambridge, on obtingué el seu primer grau. Té dos màsters (un en Teologia i l'altre en Història Militar) i un doctorat per la Universitat de Leeds, on ensenya Religions de l'Extrem Orient.
Formà part del consell de redacció de l'efímera revista Medieval History Magazine (2003-2005), publicada en col·laboració amb les Royal Armouries. Fou un dels consultors del joc d'ordinador Shogun: Total War i la seva seqüela Total War: Shogun 2, tots dos molt reeixits i publicats per Creative Assembly. Així mateix, fou assessor de la pel·lícula de Hollywood 47 Ronin, protagonitzada per Keanu Reeves. El 2021 fou un dels narradors d'Age of Samurai: Battle for Japan, una sèrie documental de Netflix.
Tot i estar semijubilat, conserva el càrrec de professor visitant d'Estudis Japonesos a la Universitat Internacional d'Akita (Japó).

## Obres seleccionades
- 1979 – Samurai armies, 1550–1615. Londres: Osprey Publishing. ISBN 978-0-85045-302-7; OCLC 6489751
  - reimprès per Osprey, 2003: OCLC 225518299
- 1980 – The Mongols. Oxford: Osprey Publishing. ISBN 978-0-85045-372-0
- 1982 – The Book of the Samurai. Leicester, Regne Unit: Magna Books. ISBN 978-0-948509-30-8; OCLC 15875673
- 1985 – The Book of the Medieval Knight. Londres: Arms and Armour Press. ISBN 978-0-85368-715-3; OCLC 12501653.
- 1987 – Samurai Warriors. Poole, Dorset: Blandford Press. ISBN 978-0-7137-1767-9; OCLC 17551861
- 1989 – Samurai Warlords: The Book of the Daimyō. Londres: Blandford. ISBN 978-0-7137-2003-7; OCLC 22628902
- 1991 – Ninja: The True Story of Japan's Secret Warrior Cult. Poole, Dorset: Firebird Books. ISBN 978-1-85314-109-6; OCLC 24701255
- 1996 – The Samurai: A Military History. Londres: Routledge. ISBN 978-1-873410-38-7
- 1997 – Samurai Warfare. Londres: Arms and Armour Press. ISBN 978-1-85409-432-2; OCLC 38030598
- 1998 – The Samurai Sourcebook. Londres: Arms & Armour Press. ISBN 978-1-85409-371-4; OCLC 60220867
  - reimprès per Cassell, Londres, 2000. ISBN 978-1-85409-523-7; OCLC 59400034
- 2000 – Nagashino 1575: Slaughter at the Barricades. Oxford: Osprey Publishing. ISBN 978-1-85532-619-4
- 2001 – Ashigaru 1467–1649: Weapons, Armour, Tactics. Oxford: Osprey Publishing. ISBN 978-1-84176-149-7
- 2001 – The Knight Triumphant: The High Middle Ages, 1314–1485. Londres: Cassell. ISBN 978-0-304-35971-4; OCLC 51108644
- 2002 – Samurai Heraldry. Oxford: Osprey Publishing. ISBN 978-1-84176-304-0
- 2002 – Samurai Invasion: Japan's Korean War, 1592–1598. Londres: Cassell. ISBN 978-0-304-35948-6
- 2002 – War in Japan: 1467–1615. Oxford: Osprey Publishing. ISBN 978-1-84176-480-1
- 2003 – Genghis Khan & the Mongol Conquests 1190–1400. Oxford: Osprey Publishing. ISBN 978-1-84176-523-5
- 2002 – Fighting Ships of the Far East (1): China and Southeast Asia, 202 BC-AD 1419. Oxford: Osprey Publishing. ISBN 978-1-84176-386-6
- 2003 – Fighting Ships of the Far East (2): Japan and Korea AD 612-1639. Oxford: Osprey Publishing. ISBN 978-1-84176-478-8
- 2003 – Japanese castles, 1540–1640. Oxford: Osprey Publishing. ISBN 978-1-84176-429-0
- 2003 – Japanese Warrior Monks AD 949–1603. Oxford: Osprey Publishing. ISBN 978-1-84176-573-0
- 2003 – Kawanakajima 1553–1564: Samurai Power Struggle. Oxford: Osprey Publishing. ISBN 978-1-84176-562-4
- 2003 – Ninja AD 1460–1650. Oxford: Osprey Publishing. ISBN 978-1-84176-525-9
- 2003 – Tannenberg 1410: Disaster for the Teutonic Knights. Oxford: Osprey Publishing. ISBN 978-1-84176-561-7; OCLC 51779463
- 2003 – Samurai: The World of the Warrior. Oxford: Osprey Publishing. ISBN 978-1-84176-740-6
- 2004 – The Walls of Constantinople: AD 324–1453. Oxford:Osprey Publishing. ISBN 978-1-84176-759-8
- 2004 – Samurai: The Story of Japan's Greatest Warriors. Londres: PRC Publishing Ltd. ISBN 978-1-85648-703-0
  - reimprès per Metro Books, 2013
- 2005 – Warriors of Medieval Japan. Oxford: Osprey Publishing. ISBN 978-1-84603-220-2
- 2005 – Samurai Commanders. Oxford: Osprey Publishing. ISBN 1-84176-743-3
- 2007 – The Great Wall of China 221 BC - AD 1644 Oxford: Osprey Publishing. ISBN 978-1-84603-004-8
- 2008 – The Samurai Swordsman: Master of War. Londres: Frontline Books. ISBN 978-1-84415-712-9; OCLC 181927617
- 2010 – Katana: The Samurai Sword. Oxford: Osprey Publishibg ISBN 978-1-84908-151-1
- 2011 – The Revenge of the 47 Ronin. Oxford: Osprey Publishing. ISBN 978-1-84908-427-7
- 2016 – The Genpei War 1180-85: The Great Samurai Civil War. Oxford: Osprey Publishing. ISBN 978-1-47281-384-8
- 2017 – Ninja: Unmasking the Myth Casemate Publishers. ISBN 978-1-47385-042-2

### Articles acadèmics
- "Legacy of Centuries: The Walls of Constantinople", Medieval History Magazine (MHM), núm. 2, octubre 2003.
- "Mongol strategy and the Battle of Leignitz 1241", MHM, núm. 3, novembre 2003.
- "The Teutonic Knights' battle for Riga", MHM, núm. 6, febrer 2004.
- "The Passing of the Medieval Castle", MHM, núm. 9, maig 2004.
- "St Catherine's Monastery: Sanctuary of Ages", MHM, núm. 11 juliol 2004.
- "Fighting Cardinals: Henry Beaufort & Guiliano Cesarini", MHM, núm. 13, setembre 2004.
- "A Tale of Two Cities: Siege success and failure at Constantinople and Belgrade", MHM, núm. 16, desembre 2004.
- "The Blunted Arrowhead: The defensive role of the great medieval fortresses of Albania", MHM, núm. 17, gener 2005.
- "The Ninja: An Invented Tradition?", Journal of Global Initiatives: Policy, Pedagogy, Perspective, vol. 9: núm. 1, article 3, 2014.